# کابرو
کابرو (به انگلیسی: Kabru) یک کوه در هند است که در Mechi Zone واقع شده‌است. کابرو ۷٬۴۱۲ متر بالاتر از سطح دریا واقع شده‌است.